# Asociación Internacional de Escritores Policíacos
La Asociación Internacional de Escritores Policiacos (AIEP; en inglés: International Association of Crime Writers, IACW), fue fundada en La Habana en 1986 por el escritor mexicano Paco Ignacio Taibo II, el ruso Yulián Semiónov, que fue presidente fundador vitalicio hasta su muerte acaecida en 1993, los cubanos Rodolfo Pérez Valero y Alberto Molina, el checo Jiri Prochazka, el uruguayo Daniel Chavarría, y el también mexicano Rafael Ramírez Heredia.

## Historia

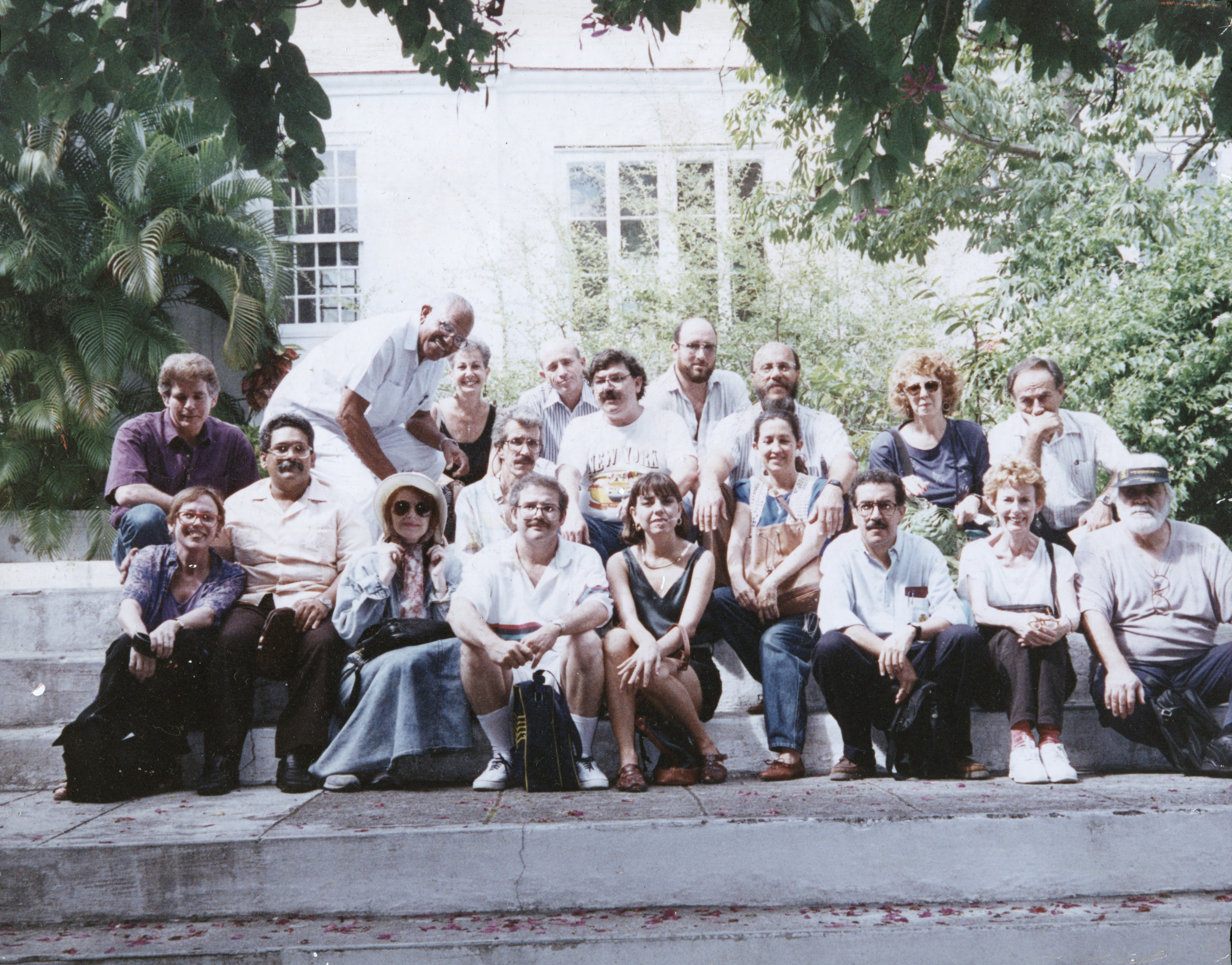
Miembros de la Asociación Internacional de Escritores Policiacos afuera de la casa de Ernest Hemingway en La Habana, Cuba, en 1994. A la extrema derecha está sentado el uruguayo Daniel Chavarría, arriba de él el mexicano Rafael Ramírez Heredia. Paco Ignacio Taibo II está al centro, a su izquierda el escritor cubano Rodolfo Pérez Valero. Al frente está el escritor lagunero Francisco José Amparán.

La concibieron en la habitación 611 del hotel Capri, durante el Encuentro de Escritores Policíacos Cuba `86, celebrado del 4 al 7 de junio de ese año.
A estos autores los unía la misma visión de la importancia de la literatura policiaca contra males sociales como el terrorismo, el narcotráfico y uso de niños con fines delictivos, además de la necesidad de defender el derecho a la libre expresión de los autores del género policiaco en el mundo, sobre todo en América Latina y los países de Europa del Este.
El 7 de junio de 1986 se anunció oficialmente la creación de la AIEP, con Yulián Semiónov de presidente, Rodolfo Pérez Valero como secretario general y los otros cinco escritores en otros cargos del comité ejecutivo. Entre sus objetivos también tenían los de unir a los escritores del género policiaco de todo el mundo, y promover los mejores libros de este género para su edición en otros países. Allí se acordó que la revista Enigma, dirigida por Rodolfo Pérez Valero y Alberto Molina, sería el órgano oficial de la asociación en español.
En sucesivos encuentros en México (febrero de 1987), Yalta (junio de 1987), la primera Semana Negra de Gijón (julio de 1988) y Praga (1989) ingresaron en el comité ejecutivo autores de Bulgaria, España, Estados Unidos, Francia, Italia, Japón y el Reino Unido. En el encuentro en Praga, la AIEP superó una crisis interna para convertirse en la primera asociación en pedir, desde dentro de Checoslovaquia, la liberación del escritor disidente Vaclav Havel, quien luego sería presidente de ese país.
En el primer Congreso de la AIEP, celebrado del 3 al 7 de octubre de 1989 en Taxco y Acapulco, México, la AIEP superó su segunda gran crisis, que pareció reflejar los cambios que estaban ocurriendo en Europa del Este y eligió a Paco Ignacio Taibo II como su nuevo presidente, y a Yulián Semiónov como presidente fundador vitalicio. Un mes después, cayó el muro de Berlín. Pero la AIEP, formada por escritores policiacos de ambos bloques políticos, sobrevivió al fin de la guerra fría. Cuenta con unos 2.000 autores de unos 20 países.

## Estructura de la AIEP
La AIEP está encabezada por un presidente (Jim Madison Davis) y cinco vicepresidentes regionales (Ken Matsuzaka para Asia; Emanuel Ikonomov, para Europa del Este; Thomas Przybilka para Europa Occidental; Rubén Varona para América Latina; Jenny White para América del Norte y Jurgen Bronniman para Oceanía).

## Presidentes de la AIEP
- Yulián Semiónov (presidente fundador vitalicio)  Rusia
- Paco Ignacio Taibo II  México- España
- K. Arne Blom  Suecia
- Susan Moody  Inglaterra
- Jeremias Haley  Estados Unidos
- Piet Teigeler  Bélgica- España
- Jim Madison Davis  Estados Unidos

## Premios otorgados
La AIEP auspicia el Premio Hammett a la mejor novela policiaca escrita en español, que se da anualmente durante la Semana Negra de Gijón. 
La filial de América del Norte otorga el Premio Hammett a la mejor novela policíaca publicada en inglés en Estados Unidos o/y Canadá.